# جيف ستيلويل
جيف ستيلويل (بالإنجليزية: Jeff Stilwell)‏ (21 يونيو 1967، ويسكونسن في الولايات المتحدة)؛ روائي أمريكي.